# Gotthilf Ludwig Runge
Gotthilf Ludwig Runge, auch Gotthilf Louis Runge, (* 1809 in Berlin; † 28. Juni 1854 ebenda) war ein deutscher Architekt und Kunsthistoriker.

## Leben
Nach dem Besuch des Gymnasiums in Neuruppin machte Runge eine Feldmesserlehre und studierte bis 1829 an der Berliner Bauakademie. Anschließend war er praktisch tätig bei Christian Gottlieb Cantian, T. Stein und Carl Ferdinand Langhans. 1830 wurde er Mitglied im Architektenverein zu Berlin. Im Dezember 1836 legte er nach seinem Referendariat die Baumeisterprüfung ab. Bereits aus dem Vorjahr stammt ein nachgewiesener Entwurf einer Villa mit Garten. Danach war er bis 1840 bei Karl Friedrich Schinkel tätig. Mit einem Entwurf für ein Landschloß ging er 1839 im Wettbewerb der Berliner Kunstakademie als Sieger hervor. Als Preis erhielt er ein Reisestipendium für zwei Jahre, sodass er in den Jahren 1840 bis 1842 Reisen nach Großbritannien Frankreich und Italien unternehmen konnte. Bis 1845 war er als Baukondukteur tätig, dann wurde er zum Landbaumeister bei der Dombau-Kommission mit Anwartschaft auf Titel und Einkommen eines Bauinspektors ernannt. 1847 und 1848 war er bei der Oberbaudeputation beschäftigt und ab 1849 Landbauinspektor bei der Ministerial-Baukommission. Von 1849 bis 1854 lehrte er auch als Dozent an der Bauakademie mit den Lehrgebieten Baumaterialienlehre, Veranschlagung, Bauführung und Baupolizei.
Er veröffentlichte zahlreiche kunstgeschichtliche Studien und Bestandsaufnahmen historischer Objekte. Von 1836 bis 1840 war er Vorstandsmitglied des Architektenvereins zu Berlin und ab 1838 Mitherausgeber von dessen Architektonischem Album.

## Bauten
- 1834–1836: Mitarbeit beim Bau des Prinz-Wilhelm-Palais in Berlin (Entwurf von K. F. Langhans)
- 1838: Mitarbeit beim Entwurf für das Schloss Orianda auf der Krim und beim Umbau des Schlosses Erdmannsdorf
- 1848–1849: Erweiterung und Umbau des Palais Hardenberg zum provisorischen Abgeordnetenhaus in Berlin (zusammen mit Heinrich Bürde)
- 1848–1855: Bauleitung an der Markuskirche in Berlin zusammen mit Georg Erbkam, nach Entwurf von Friedrich August Stüler
- 1850: Umbau[4] des Herrenhauses auf Gut Bellschwitz (Westpreußen) und ein Landhaus in Posen[5]

## Schriften (Auswahl)
- Beiträge zur Kenntniss der Backstein-Architektur Italiens. Carl Heymanns Verlag, Berlin 1846.
- Architektonische Mittheilungen über Italien. Eine Auswahl interessantester und werthvoller Darstellungen aus den Mappen der Architekten (zusammen mit Albrecht Rosengarten) Müller, Berlin (um) 1847.